# Cmentarz wojenny nr 306 – Łąkta Dolna
Cmentarz wojenny nr 306 – Łąkta Dolna – cmentarz z I wojny światowej znajdujący się we wsi Łąkta Dolna w województwie małopolskim, w powiecie bocheńskim, w gminie Trzciana. Jest jednym z 400 zachodniogalicyjskich cmentarzy wojennych zbudowanych przez Oddział Grobów Wojennych C. i K. Komendantury Wojskowej w Krakowie. Z tej liczby w okręgu bocheńskim cmentarzy jest 46, w Łąkcie Dolnej 3.

## Położenie
Znajduje się na wzgórzu zwanym „Nagórze”, na wysokości 330 m n.p.m. Położony jest z dala od zabudowań, wśród pól uprawnych na obrzeżu lasu "Dębiny". Dzięki temu roztacza się z niego na południe szeroka panorama widokowa na szczyty Beskidu Wyspowego. W bliskiej jego okolicy znajdują się jeszcze 3 inne cmentarze z tej samej bitwy: nr 308, nr 305 i nr 307. Do tych 4 cmentarzy prowadzi od głównych szos gruntowa droga Łąkta Dolna – Leszczyna. Można na nią wejść w Leszczynie z drogi nr 966 Muchówka – Leszczyna – Łapanów, kierując się na południe, lub od szosy biegnącej przez Łąktę Dolną, kierując się na północ (tutaj odcinek początkowy jest asfaltowany). Miejsca, w których należy skręcić z głównej szosy na tę boczną drogę oznakowane są oryginalnymi betonowymi tablicami na betonowym słupku.

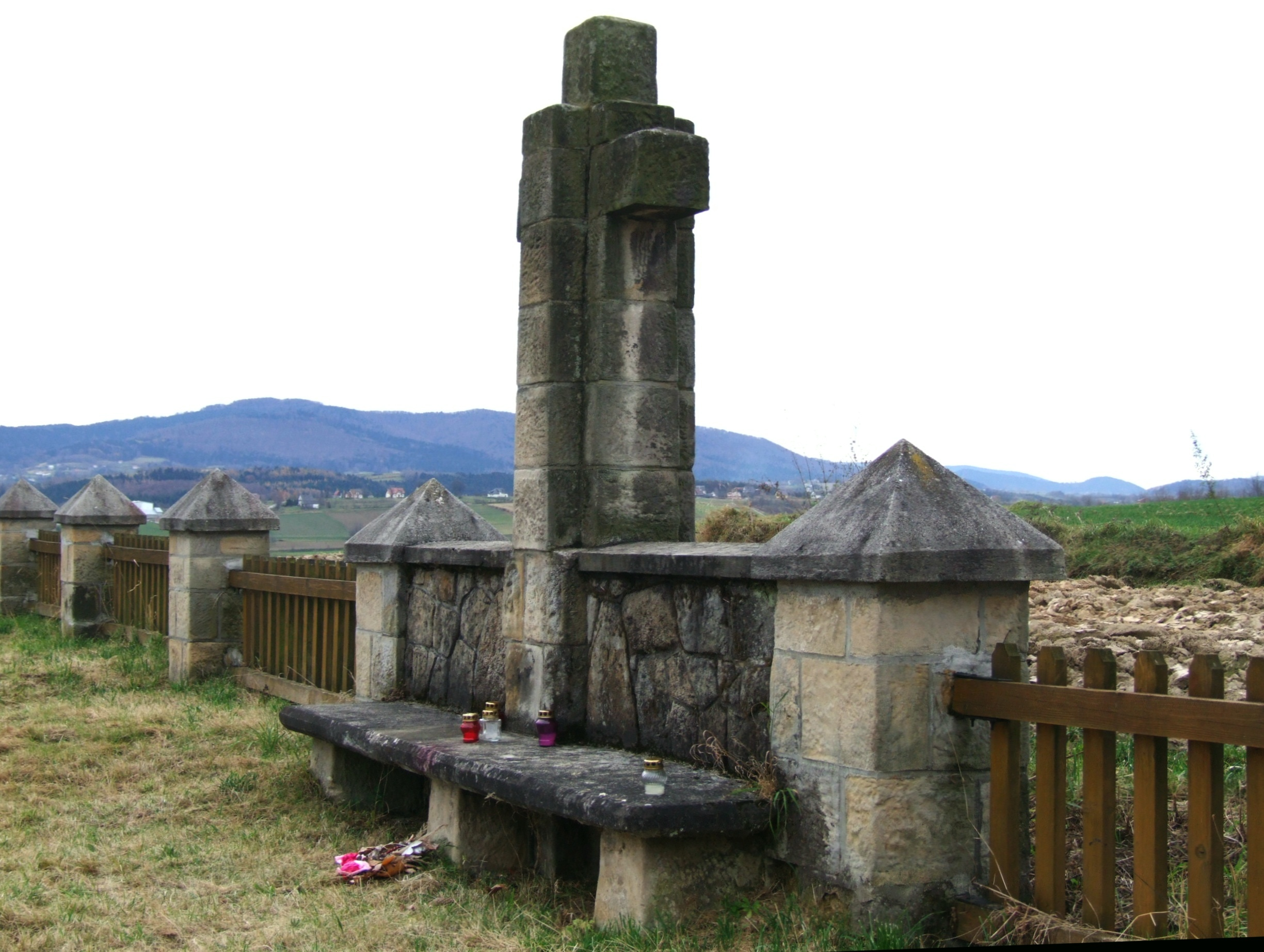
Ściana pomnikowa z krzyżem

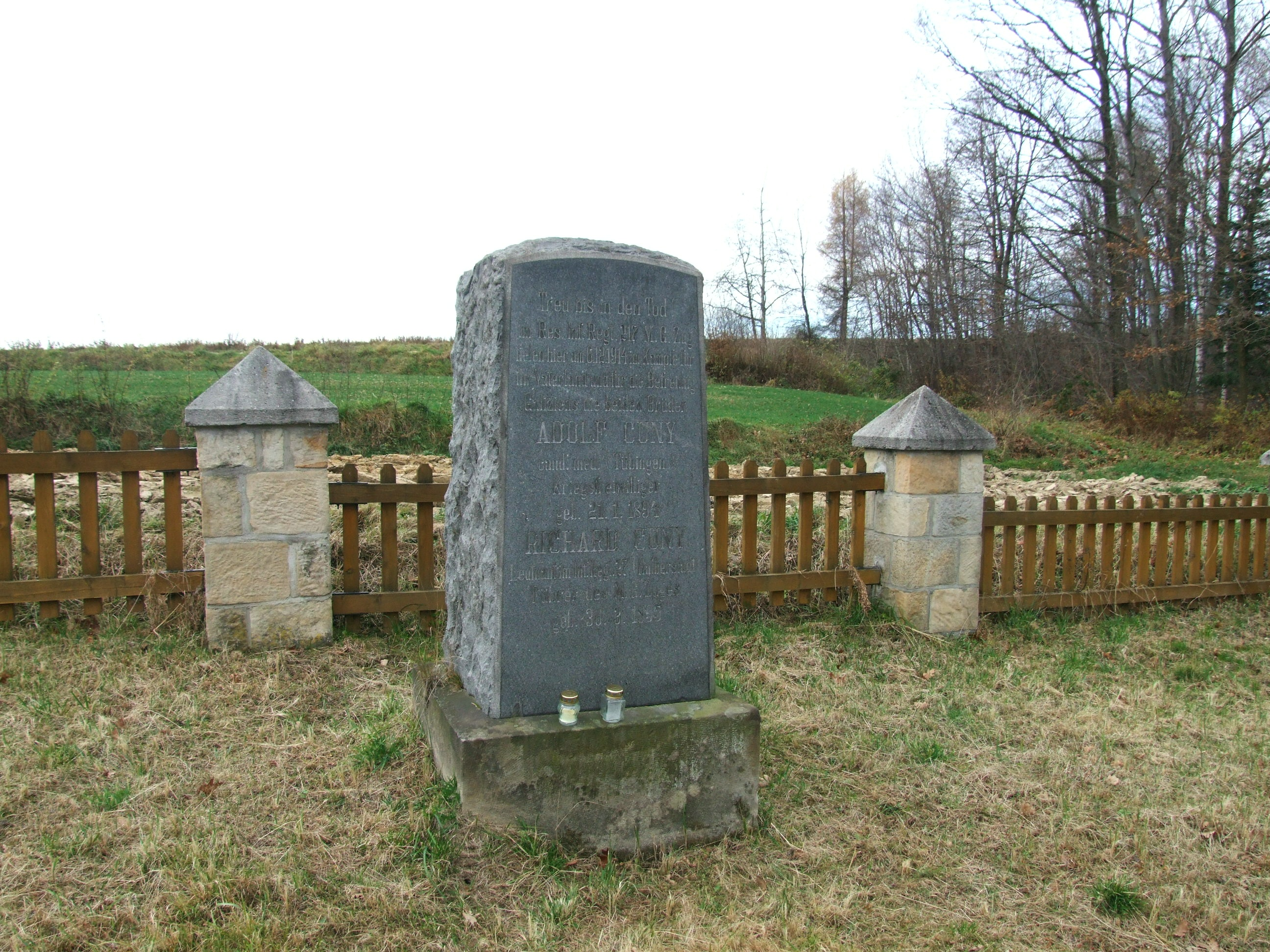
Głaz pomnikowy z tablicą inskrypcyjną

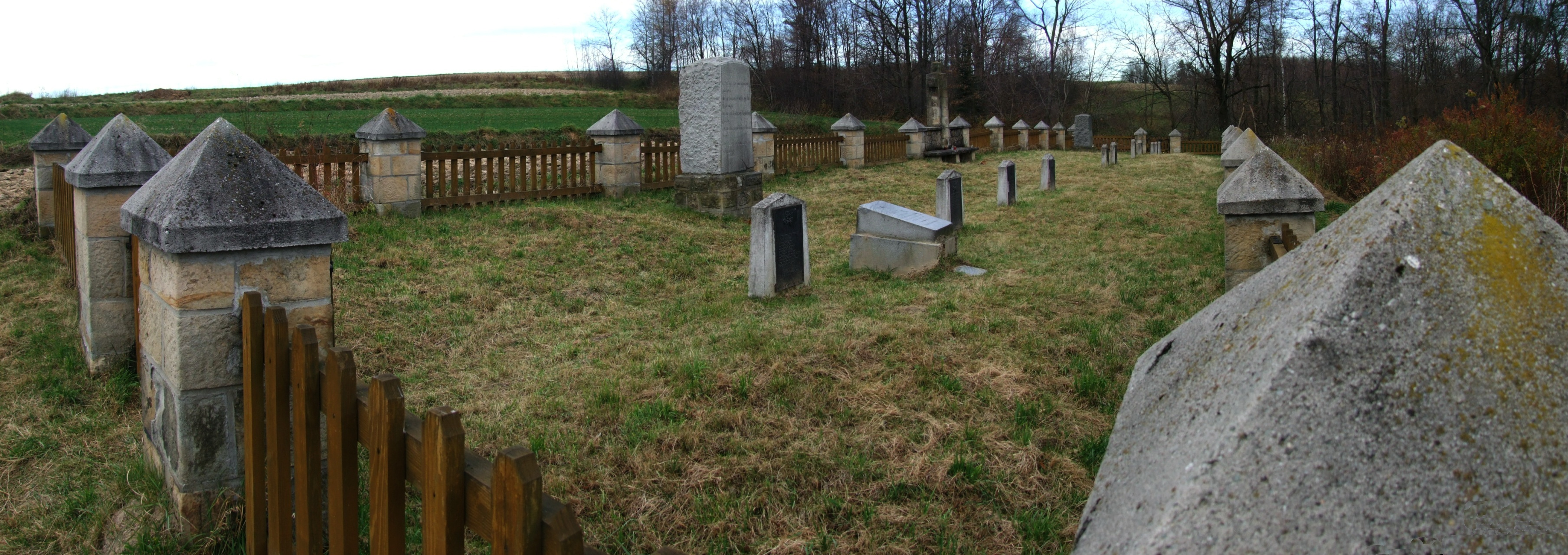
Widok ogólny

## Historia
Pochowano tutaj 110 Niemców, którzy zginęli na okolicznych polach 7 grudnia 1914 w czasie operacji limanowsko-łapanowskiej. Byli żołnierzami 217, 219 i 220 pruskiego rezerwowego pułku piechoty. 106 z nich znanych jest z nazwiska. Na okolicznych polach Łąkty Dolnej oddziały 47 pruskiej dywizji piechoty w krwawych bojach bez skutku usiłowały zdobyć pozycje umocnionych na wzgórzu Leszczyny żołnierzy armii rosyjskiej gen. Radko Dmitrijewa. Sprzymierzone wojska austriacko-niemieckie odniosły jednak sukces na innych odcinkach frontu, co zmusiło Rosjan do wycofania się dalej na wschód. W walkach tych obydwie strony poniosły duże straty i w okolicach znajduje się wiele cmentarzy wojennych. Wszystkie wykonali Austriacy jeszcze w czasie trwania działań wojennych, gdy tylko wyparli Rosjan dalej na wschód. Projektantem tego cmentarza, jak i innych w okolicy, był Franz Stark.

## Opis cmentarza
Cmentarz ma powierzchnię 448 m² i oparty jest na planie prostokąta. Wykonany został bardzo estetycznie i solidnie. Ogrodzenie tworzą murowane z ciosanego kamienia niskie i masywne słupki, nakryte betonowymi daszkami. Pomiędzy słupkami znajduje się niski, ale masywny drewniany płot. Wejście przez niską drewnianą furtkę. Cmentarz ten posiada kilka elementów dekoracyjnych. Głównym elementem dekoracyjnym jest stojąca przy jednej ze ścian ogrodzenia murowana z kamienia ściana pomnikowa z krzyżem również murowanym z kamienia i betonową ławeczką. Oprócz niej elementami dekoracyjnymi znacznie przyczyniającymi się do nadania temu cmentarzowi artystycznego wyglądu są dwa zamocowane na cokołach granitowe obeliski w formie prostopadłościanu. Umieszczono na nich duże tablice inskrypcyjne. Jeden z głazów ma cokół betonowy, drugi murowany z kamienia ciosanego. Na jednej z tablic jest napis w języku niemieckim: "Czasy, którym poświęciliśmy się, dały więcej, niezmiernie więcej, niż nam zabrały. Dały potęgę odczuwania, która z niewolników czyni panów i wskazuje cele wieńczące dzieło". Nagrobki ozdobione są 11 betonowymi stelami z żeliwnymi tablicami, na których wytłoczono krzyże maltańskie i wieńce laurowe oraz nazwiska pochowanych żołnierzy. Ponadto jest jeszcze jeden nagrobek o odmiennej od innych formie, na którym umieszczono 2 tablice; jedna na jego górnej płaszczyźnie, drugą u jego podnóża. Na tym cmentarzu brak drzew, trawa jest koszona.
Obecnością granitowych obelisków cmentarz ten różni się od sąsiednich. Ufundowane one zostały przez ojca dwóch braci Cuny, którzy tutaj zginęli.

## Losy cmentarza
W okresie Polski międzywojennej cmentarz jako nowy był jeszcze w dobrym stanie. Po II wojnie ranga cmentarza w świadomości społeczeństwa i ówczesnych władz zmalała, przybyły bowiem nowe, świeższe cmentarze i dramatyczne historie nowej wojny. Cmentarz ulegał w naturalny sposób niszczeniu przez czynniki pogody i roślinność. Dopiero od lat 90. zaczęto dbać o cmentarze z I wojny światowej. W 1994 cmentarz został wciągnięty na listę zabytków nieruchomych. W 2001 gmina Trzciana wykonała kapitalny remont cmentarza. Trawa na cmentarzu jest koszona i cmentarz jest na bieżąco pielęgnowany, również przez młodzież szkolną. W Święto Zmarłych młodzież szkolna zapala na cmentarzu znicze, a corocznie w październiku organizuje rajdy szlakami cmentarzy. W gminie Trzciana akcję tę zainicjował Tadeusz Olszewski, nauczyciel gimnazjum .

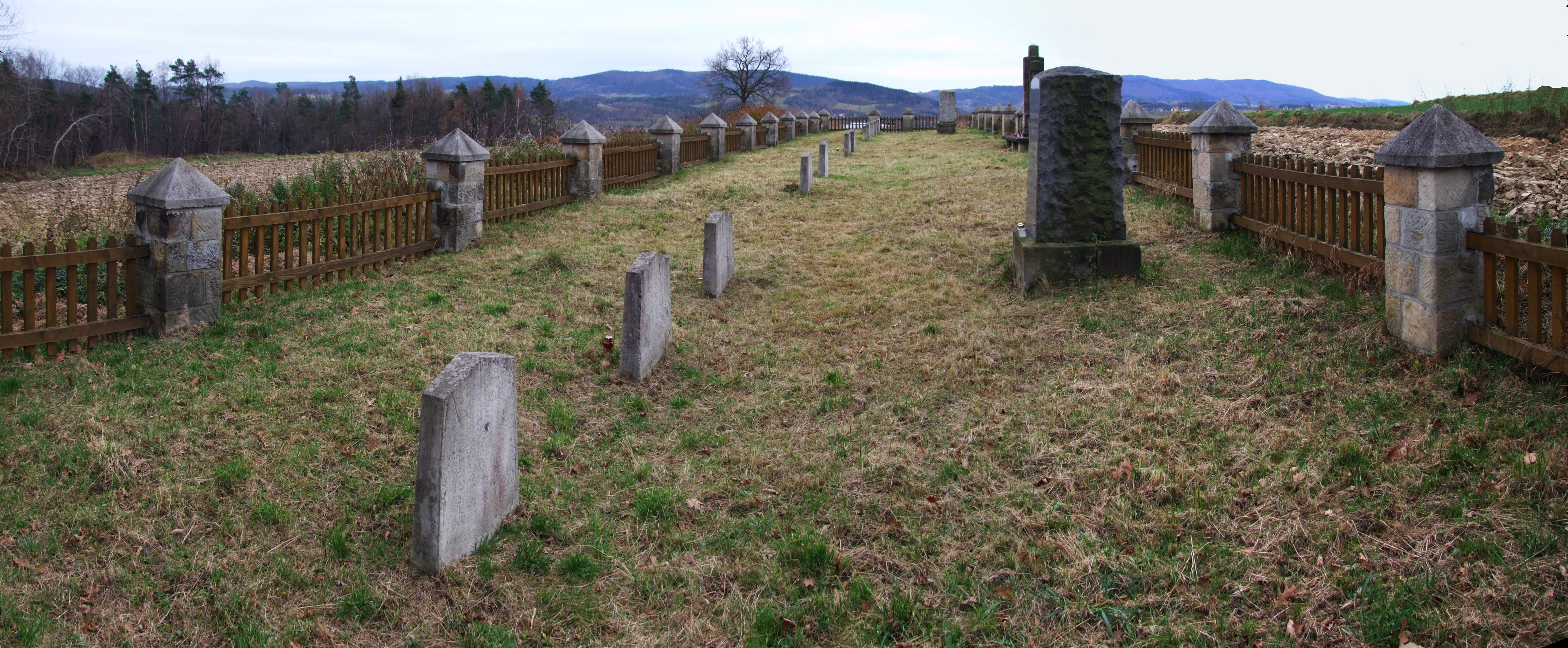
Widok ogólny (panorama)